# Epitranus evanioides
Epitranus evanioides is een vliesvleugelig insect uit de familie bronswespen (Chalcididae). De wetenschappelijke naam is voor het eerst geldig gepubliceerd in 1835 door Westwood.